# Сапіндоцвіті
Сапіндоцвіті (Sapindales) — порядок рослин підкласу розидів.